# 喬許·湯姆林
約書亞·奧布里·湯姆林（英語：Joshua Aubry Tomlin，1984年10月19日—），為前美國職棒大聯盟的投手，生涯曾效力於印地安人與勇士兩隊。2006年美國職棒大聯盟選秀，湯姆林在第19輪被印地安人選走，並在2010年登上大聯盟。他是一個以保送率低聞名的投手。

## 職業生涯

### 克里夫蘭印地安人
2010年7月27日，湯姆林在生涯初登板就面對洋基隊的王牌C·C·沙巴西亞，但他仍成功拿下大聯盟首勝。該年他先發12場比賽，拿下6勝4敗，防禦率4.56。隔年他拿下12勝7敗。
2012年5月7日，湯姆林投出單場生涯新高的8次三振。但隔天他便感到手臂痠痛，經檢查發現是發炎症狀，因此進入15天傷兵名單。8月21日，他進行湯米約翰手術，剩餘球季因此報銷。雖然當時他被預期將缺席整個2013年球季，但他最後還是在球季末以後援身分登板投了2局。
2014年5月5日，湯姆林取代卡洛斯·卡拉斯可進入先發輪值。6月28日，湯姆林差點投出完全比賽。他全場投出11次三振沒有保送，僅被擊出一支安打。該年他先發16場比賽，拿下6勝9敗。2015年，他因為進行肩膀手術，整季僅先發10場比賽。
2016年1月15日，湯姆林與印地安人簽下1年250萬美元的合約。該年他先發29場比賽，平均每9局保送數僅1.03次為大聯盟最低。季後賽方面，他先發4場比賽，拿下2勝1敗，防禦率4.58。2017年，他拿下10勝9敗。
2018年，湯姆林成為球隊的4號先發，但他因為表現不佳而被移往牛棚。該年他的防禦率6.14寫下生涯最糟，最後球季結束也沒獲得印地安人續約，因此成為自由球員。

### 亞特蘭大勇士
2019年1月，湯姆林在Driveline磨練他的控球技巧。2月7日，他和釀酒人簽下小聯盟合約，並受邀參加大聯盟春訓。他在3月20日被球隊釋出， 並在1天後加入勇士。
湯姆林在小聯盟主要擔任長中繼。2020年2月12日，他再和勇士續一年小聯盟約。7月18日，他進入球隊的40人名單。整季他拿下2勝2敗，防禦率4.76。
2020年11月11日，湯姆林又和勇士簽下1年100萬美元的合約。不過他在2021年的防禦率高達6.57，儘管如此，他仍隨隊拿下世界大賽冠軍。2021年11月6日，湯姆林成為自由球員。

## 個人生活
湯姆林的母親在經營理髮店，父親則是在核電廠工作。他的父親也因為這樣，在2016年8月罹患動靜脈畸形。
湯姆林在2014年1月結婚，並育有2女。目前他們全家定居在德州奧斯汀。

## 外部連結
- 球員資訊和成績在MLB，ESPN，Baseball-Reference，Fangraphs（英文）
- 喬許·湯姆林的X（前Twitter）